# 아이오정
아이오정(阿知須町)은 야마구치현 남부, 세토 내해 연안의 거의 중앙에 있던 정이다.
2005년 10월 1일 야마구치시와 합병해 소멸하였다.

## 역사
- 1899년 4월 1일 - 아이오히가시혼고촌, 아이오니시혼고촌 구역으로 합병전의 정역인 아이오촌이 성립하였다.
- 1940년 4월 29일 - 정으로 승격해 아이오정이 되었다.
- 2005년 10월 1일 - 야마구치시, 오고리정, 아지스정, 사바군 도쿠지정과와 합병해 새로운 야마구치시가 성립하였다. 동일 아이오정은 폐지되었다.